# Rezerwat przyrody Styr
Rezerwat przyrody „Styr” – rezerwat leśny położony na terenie miejscowości Bieśnik, w gminie Zakliczyn, w powiecie tarnowskim (województwo małopolskie). Znajduje się na gruntach Skarbu Państwa w zarządzie Nadleśnictwa Gromnik (leśnictwo Bieśnik).
Rezerwat powstał z 3 oddziałów leśnictwa bieśnik. W rezerwacie można obserwować renaturalizację obszarów wcześniej poddanych na wpływ gospodarki leśnej.
Obszar chroniony utworzony został w 1998 r. w celu zachowania ze względów naukowych, dydaktycznych i krajobrazowych typowych dla Pogórza Karpackiego naturalnych zbiorowisk leśnych. Rezerwat położony jest w granicach Ciężkowicko-Rożnowskiego Parku Krajobrazowego.
Obszar chroniony utworzony został w 1998 r. w celu zachowania ze względów naukowych, dydaktycznych i krajobrazowych typowych dla Pogórza Karpackiego naturalnych zbiorowisk leśnych. Rezerwat położony jest w granicach Ciężkowicko-Rożnowskiego Parku Krajobrazowego.
Rezerwat obejmuje 97,83 ha lasu porastającego masyw góry Styr. Obszar chroniony wznosi się nad przełomowym odcinkiem rzeki Paleśnianki i poprzecinany jest jarami jej bezimiennych dopływów. Znajduje się tu również nieczynny kamieniołom „Bodzianty”. Las tworzy w rezerwacie mozaikę zbiorowisk obejmujących żyzną buczynę karpacką w formie podgórskiej, kwaśną buczynę górską, grąd subkontynentalny, podgórską formę boru mieszanego i olszynkę karpacką.
Z terenu rezerwatu podawane są stanowiska chronionych gatunków roślin, takich jak pióropusznik strusi, podrzeń żebrowiec, wawrzynek wilczełyko, orlik pospolity, parzydło leśne, goryczka trojeściowa i podkolan biały. W 2001 r. Marcin Piątek znalazł tu stanowisko rzadkiego grzyba pasożytniczego – jamkóweczki pasożytniczej (było to pierwsze stanowisko tego gatunku w Polsce).
Fauna rezerwatu została rozpoznana pod koniec XX w. podczas prac nad dokumentacją planu ochrony rezerwatu. Stwierdzono wówczas lęgi 55 gatunków ptaków. Do rzadszych elementów awifauny rezerwatu należą m.in. bocian czarny, jastrząb, jarząbek, słonka, puszczyk uralski, dzięcioły: zielonosiwy i czarny, pliszka górska, pluszcz, muchołówki: mała i białoszyja. Teriofauna rezerwatu obejmuje w większości gatunki pospolite, rzadsze gatunki chronione to m.in. ryjówka aksamitna i orzesznica. Nieczynny kamieniołom jest zimowiskiem dwóch gatunków rzadkich nietoperzy – nocka dużego i podkowca małego.
Na herpetofaunę rezerwatu składają się gatunki typowe dla Pogórza Rożnowskiego – salamandra plamista, traszka grzebieniasta, traszka karpacka, kumak górski, ropucha szara, ropucha zielona, rzekotka drzewna, żaba trawna, jaszczurka zwinka, jaszczurka żyworodna, padalec, zaskroniec zwyczajny, żmija zygzakowata.
Rezerwat nie posiada zatwierdzonego wieloletniego planu ochrony, a zadania ochronne na lata 2013–2018 obejmują koszenie łąki położonej w granicach obszaru chronionego.
Teren rezerwatu „Styr” został udostępniony do zwiedzania, przecina go zielony szlak turystyczny.